# Evi Edna Ogholi
Evi Edna Ogholi (sinh ngày 6 tháng 7 năm 1965) là một nữ nhạc sĩ reggae người Nigeria nổi tiếng với bài hát "Chúc mừng sinh nhật".

## Đời sống
Evi sinh ngày 6/7/1965 tại Isoko, bang Delta (lúc đó là bang Bendel) trong gia đình Reverend RO Ogholirly. Cô kết hôn với nhà sản xuất và quản lý Emma Ogosi, cuộc hôn nhân may mắn khi có được hai người con. Hai người sau đó ly thân và Ogholi hiện đang sống ở Paris.

## Sự nghiệp âm nhạc
Evi đã phát hành album đầu tay My Kind of Music vào năm 1987. Emma Ogosi là người quản lý và sản xuất của cô.

## Danh sách đĩa hát
My Kind Of Music (LP, Album) Polydor POLP 157 1987 On The Move Polydor 1988 Chúc mừng sinh nhật (LP, Album) Polydor POLP 197 1988 Không có nơi nào như Home Polydor 1989 Burstin 'Loose (LP, Album) Margenta (2) MGTLP 001 1990 Từng bước (LP, Album) Polydor POLP 247 1990